# Università di Strasburgo
L'Università di Strasburgo (Université de Strasbourg), nell'omonima città, è la seconda più grande università di Francia dopo l'Università di Aix-Marseille e conta circa 43 000 studenti e oltre 4 000 ricercatori.

## Storia
L'attuale università francese risale in realtà alla tedesca Universität Straßburg, fondata nel 1631.
L'Università possiede una biblioteca, che, con i suoi tre milioni unità mediatiche, è la seconda biblioteca per dimensioni della Francia, dopo la Biblioteca nazionale di Francia di Parigi.
Negli anni settanta fu suddivisa in tre diverse istituzioni:
- Université Louis Pasteur (Strasburgo I)
- Université Marc Bloch (Strasburgo II)
- Université Robert Schuman (Strasburgo III).

Dal 1º gennaio 2009, la fusione di queste tre università ricompose l'unitaria Università di Strasburgo, annoverata nella rinomata League of European Research Universities.